# Friedhof Eystrup

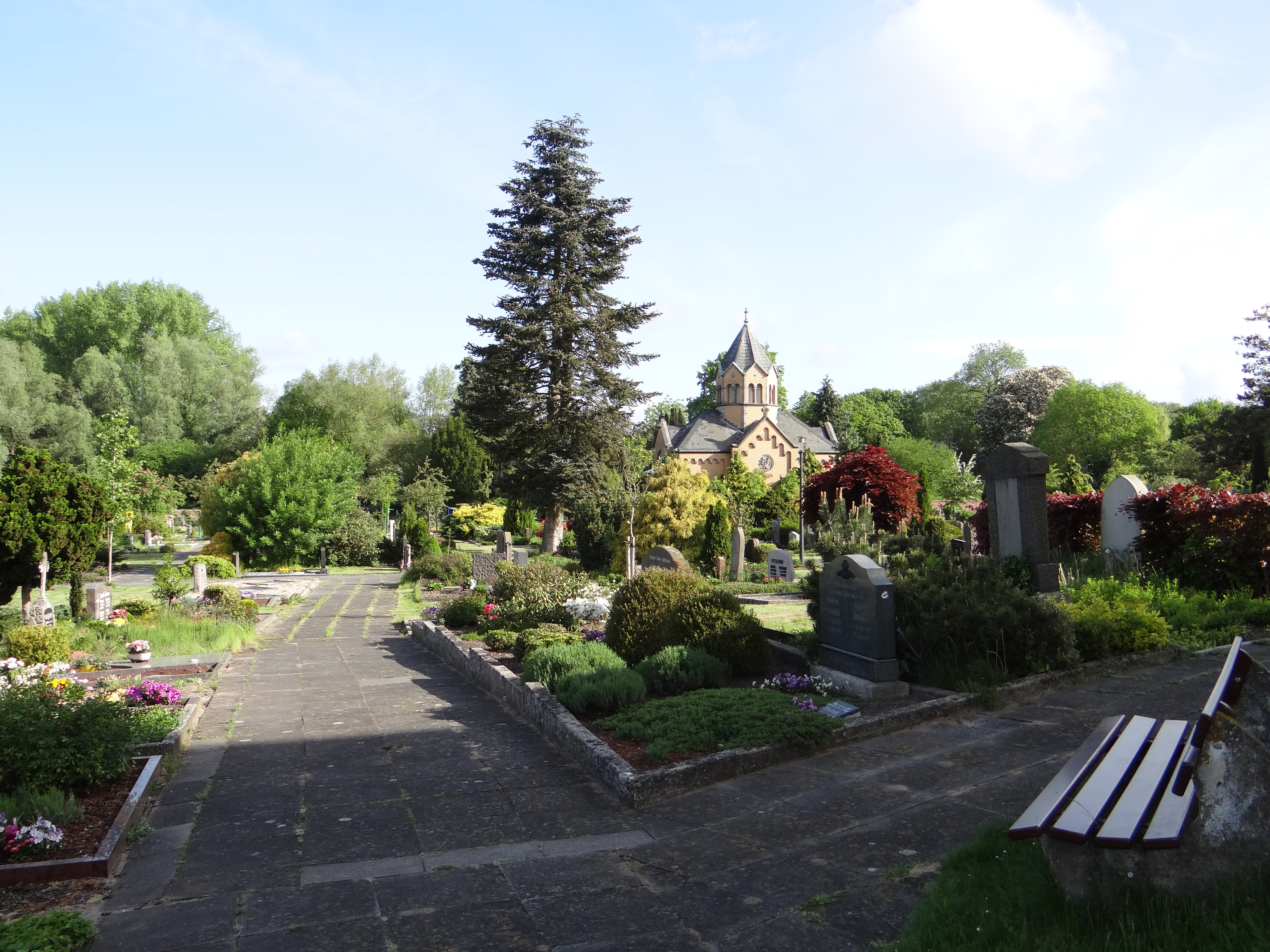
Friedhof Eystrup, im Hintergrund das ehemalige Mausoleum der Familie von Kronenfeldt, heute die Friedhofskapelle (2023)

Der Friedhof Eystrup befindet sich in Eystrup, einer Gemeinde in der Samtgemeinde Grafschaft Hoya im niedersächsischen Landkreis Nienburg/Weser.
Der Begräbnisplatz für die Verstorbenen aus der evangelischen Kirchengemeinde Eystrup liegt am westlichen Ortsrand von Eystrup. Der kirchliche Friedhof, an dessen nördlichem und östlichem Rand die Kirchstraße verläuft, ist ca. 160 Meter lang und maximal ca. 95 Meter breit.

## Geschichte

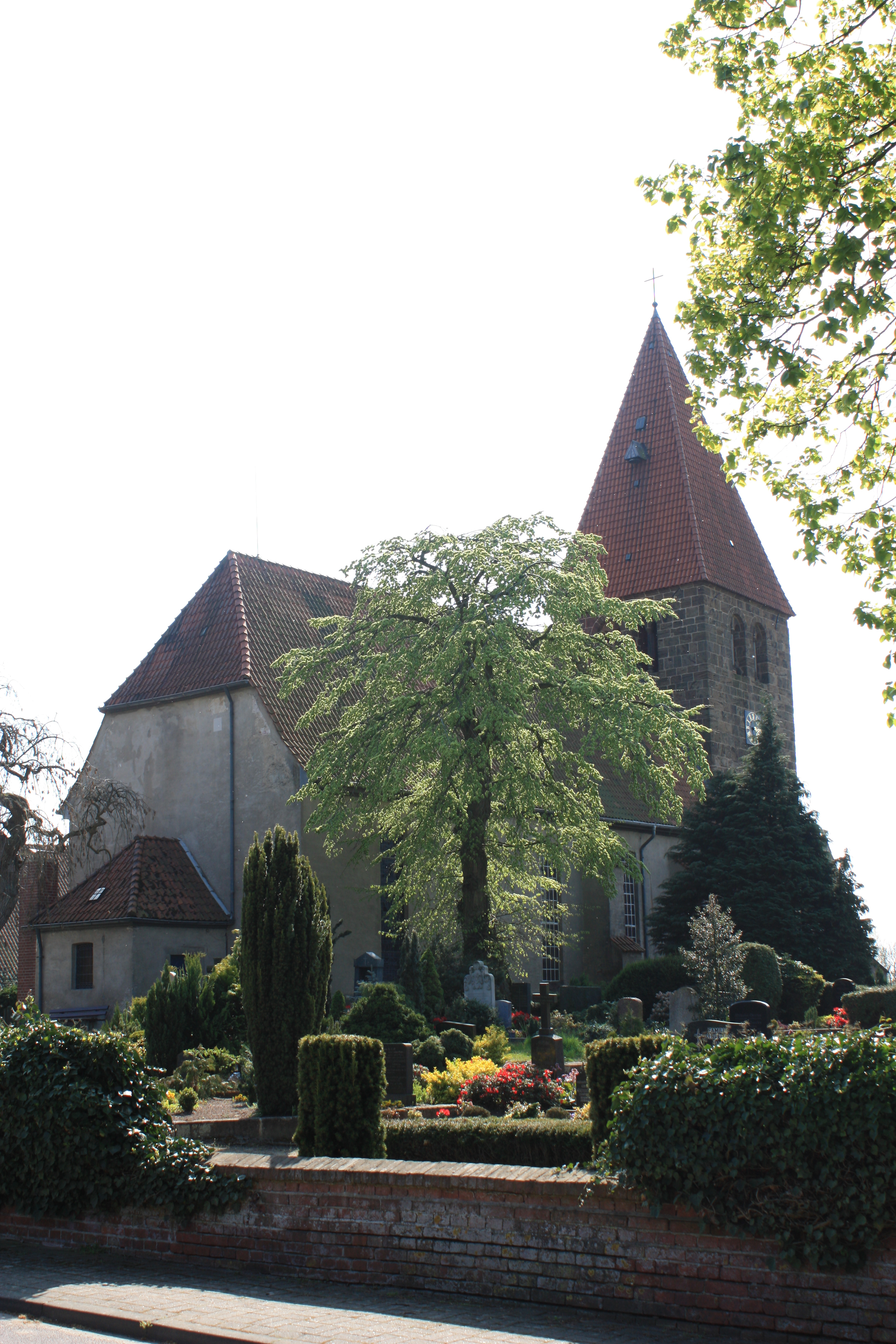
Der die Kirche umgebende Friedhof (2009)

Der die Willehadi-Kirche umgebende Friedhof wurde um 1915 und 1960 erweitert. Im Jahr 1954 wurde das 1890 errichtete Mausoleum der Familie von Kronenfeldt durch die Kirchengemeinde erworben und zur Friedhofskapelle umgebaut.